# FAST Scoler
Fast Scoler (Fast Concept Car Scoler) – autobus szkolny produkowany w zakładach Carrier Carrosserie i oferowany przez francuską Grupę FAST (później Fast Concept Car).

## FAST Scoler
Geneza modelu Scoler wiąże się z działalnością przewozową Grupy FAST (Groupe FAST), która wyszła z koncepcją opracowania taniego i prostego konstrukcyjnie autobusu szkolnego na potrzeby Grupy, będącej właścicielem/udziałowcem kilku dużych przewoźników transportowych. Autobus musiał spełniać ówczesne wymogi regulowane przez władze francuskie, m.in. wszystkie siedzenia miały być usytuowane do przodu, fotele (od 1999 r.) powinny posiadać dwupunktowe (za wnękami drzwi i za kierowcą – trzypunktowe) pasy bezpieczeństwa, być pozbawiony górnych półek bagażowych, teczki szkolne miały znajdować się pod siedzeniami, podstawowe wyposażenie składać się z osłon, poręczy, sygnału dźwiękowego podczas cofania, świateł awaryjnych przy otwieraniu drzwi.
Projekt został opracowany we współpracy z Ponticelli Freres, Carrier Carroserie oraz Renault. Opracowaniem podwozia zajęło się Ponticelli Freres, nadwoziem i produkcją – Carrier Carrosserie, zaś silnik o mocy 210 KM, mechanikę i elementy wykończenia wnętrza dostarczały zakłady Renault Trucks. Projekt przybrał handlową nazwę FAST Scoler (niepoprawnie określany jako Renault Ponticelli lub, z racji zastosowanego podwozia, Ponticelli LR200P/LR210P). Został zaprezentowany w 1994 r. podczas targów w Nantes, do sprzedaży trafił w 1996 r. Grupa FAST zamówiła 200 sztuk autobusu. We lipcu 1996 r. świętowano przekazanie 100 egzemplarza. Cena pojazdu oscylowała w kwocie 600 000 (październik 1994 r.) – 650 000 franków (wrzesień 1996 r.). Konkurencją dla Scolera stały się: Renault Tracer Liberto (szkolna odmiana charakteryzująca się ok. 20% niższą kwotą niż oscylujący niżej 1 mln franków model standardowy), importowane przez Renault Karosy Recreo (bazowane na Karosach C935) i Mercedes-Benz Ecolier (szkolna odmiana Mercedesa-Benz O345). Do 2000 r. wyprodukowano ponad 450 sztuk autobusu.

## Dane techniczne i wyposażenie[12]
| Nazwa                      | FAST Scoler |
| Podwozie                   | Ponticelli LR200P/LR210P                                                                                         |
| Nadwozie                   | Carrier Scoler (Carrier SC99)                                                                                    |
| -------------------------- | --- |
| Konstrukcja                | belki i poprzeczki podwozia, ocynkowane rury stalowe i wzmocnienia ramy, blachy ocynkowane galwanicznie          |
| Największy moment obrotowy | 650 Nm przy 1700 obrotów                                                                                         |
| Drzwi                      | pneumatyczne drzwi przednie i środkowe otwierane na zewnątrz                                                     |
| Fotele                     | Chardon, typ ILOS                                                                                                |
| Klimatyzacja               | Ogrzewanie kierowcy na obiegu wodnym silnika, Niezależne ogrzewanie pasażerów 23 000 kcal/h poprzez boczne rampy |
| Hamulce                    | Przód: tarczowe; Tył: bębnowe; System ABR                                                                        |
| Zawieszenie                | pneumatyczne, na poduszkach powietrznych                                                                         |
| Sprzęgło                   | jednotarczowe, suchobiegowe, wspomaganie hydrauliczne                                                            |
| Zbiornik paliwa            | 200 litrów |
| Osie                       | Przód: Renault VI (RVI) typ 1140 z pojedynczym przełożeniem 10 × 41 Tył: RVI typ E 82 JN, stal kuta              |

## Fast Concept Car Scoler 2
Nowa generacja Scolera była pierwszym modelem sygnowanym marką Fast Concept Car, powstałą po nabyciu zakładów Carrier Carrosserie przez Grupę FAST w 2000 r. Ponownie stanowił on owoc współpracy Ponticelli Freres-Carrier Carrrosserie-Renault V.I. Poza silnikiem, stanowił on kompletnie nową konstrukcję. Konstruktorzy kierowali się czterema kryteriami – rentownością, bezpieczeństwem, długowiecznością i komfortem. Elementy przodu i tyłu pojazdu były wykonane z laminowanego poliestru, punkty styku rur i blach były pokryte chromianem cynku, co miało wpływać na długotrwałe użytkowanie pojazdu. Projekt elementów zewnętrznych miał zapewnić łatwą wymianę. Zwiększone przeszklenie pojazdu, lepsze wygłuszenie kabiny, programowane ogrzewanie i pełne zawieszenie pneumatyczne miało pozytywnie wpłynąć na komfort podróży. Poprawiło się wykończenie wnętrza i komfort podróży. W 2001 r. premierę miał Scoler Jumbo, poszerzona odmiana mieszcząca ponad 70 osób na miejscach siedzących umieszczonych w układzie 3+2.Nadwozie zostało wykorzystane do konstrukcji międzymiastowego/turystycznego modelu Syter (w 2002 r.) opartego na podwoziu MAN. Ten wizualnie różnił się stylistycznym czarnym przecięciem poprowadzonym wzdłuż boku pojazdu z wpisaną nazwą modelu, i napisami MAN na masce. Cechował się również bogatym poziomem wyposażenia. W czerwcu 2003 r. zjechał 1000 egzemplarz Scoler. Modele Scoler 2 i Syter osiągnęły dużą popularność – w 2004 r. sprzedaż kształtowała się w liczbie 250 egzemplarzy (względem 179 w 2003 r.).

### Dane techniczne i wyposażenie[17][22][23]
| Nazwa                      | FAST Scoler 2/Scoler Jumbo |
| Podwozie                   | Ponticelli NR210/NR215/NR265 |
| -------------------------- | --- |
| Konstrukcja                | belki i poprzeczki podwozia; ocynkowane rury stalowe i profile ramy, blachy ocynkowane galwanicznie |
| Największy moment obrotowy | 650 Nm przy 1700 obrotach na minutę (Renault MIDR) |
| Drzwi                      | jednoskrzydłowe, przednie i środkowe otwierane na zewnątrz |
| Sprzęgło                   | jednotarczowe ze wspomaganiem hydraulicznym |
| Zawieszenie                | pneumatyczne |
| Hamulce                    | Przód: hamulce przednie tarczowe Tył: bębnowe; System ABR (4 czujniki). |
| Zwalniacz (retarder)       | Telma focal 141 |
| Klimatyzacja               | Ogrzewanie i schładzanie obiegiem wodnym silnika stanowiska kierowcy silnikiem (12 000kcal/h), niezależne ogrzewanie przestrzeni pasażerskiej 30000 kcal/h poprzez boczne rampy |
| Wyposażenie                | Panoramiczna szyba przednia; Elektryczne ogrzewanie przednich szyb bocznych; Plastikowe skorupy siedzeń zabezpieczające przed wandalizmem; Siedzenia Vogel; Zabezpieczenie zwijaczy pasów bezpieczeństwa; Zwijalne pasy bezpieczeństwa; Sygnalizacja świetlna podczas zatrzymywania pojazdu; Zabezpieczenie przed wywróceniem się pojazdu; |
| Zbiornik paliwa            | 200 l |
| Zasilanie                  | Napięcie: 24V Akumulatory: 2 akumulatory 12 V 145 AH |
| Bagażnik                   | (brak danych) |
| Opony                      | 295/80 R 22.5. |

## Fast Concept Car Scoler 3
Premiera Scolera 3 miała miejsce w październiku 2004 podczas targów motoryzacyjnych w Kortrijk. W chwili debiutu, nowa generacja niewiele odbiegała stylistycznie od poprzednika, główną zmianą było zastosowanie podwozia MAN mającego się charakteryzować lepszym zabezpieczeniem antykorozyjnym. Ponownie stał się bazą do modelu Jumbo – z układem foteli 3+2, mieszcząc 73 pasażerów na miejscach siedzących (premiera: 2005 r) , i modelu Starter. Model Starter pełnił rolę kombi w gamie Fast Concept Car o średnim poziomie wyposażenia. W 2007 r. przeprowadzono lifting, zmieniając nieznacznie zderzak przedni (model Jumbo otrzymał pod koniec 2008 r), natomiast od 2009 r w liście opcji dodano możliwość wyposażenia pojazdu w opatentowaną przez FAST windę dla niepełnosprawnych Low Lift Entry..

### Dane techniczne i wyposażenie[33][34][35][36][37]
| Nazwa                              | FAST Scoler 3/Scoler Jumbo | FAST Scoler 3/Scoler Jumbo (2009) |
| Podwozie                           | MAN A91 (MAN SÜ283F) | MAN A91 (MAN SÜ283F) |
| ---------------------------------- | --- | --- |
| Konstrukcja                        | podłużnice i poprzeczki podwozia; rury i profile stalowe ocynkowane galwanicznie, pokryte farbą epoksydową; blacha INOX; pokrycie korpusu panelami ze stali nierdzewnej zapewniającymi trwałość. | podłużnice i poprzeczki podwozia; rury i profile stalowe ocynkowane galwanicznie, pokryte farbą epoksydową; blacha INOX; pokrycie korpusu panelami ze stali nierdzewnej zapewniającymi trwałość. |
| Silnik                             | 6-cylindrowy MAN D0836 LOH 52 Euro 4 EGR, 6 871 cm3, rzędowy silnik wysokoprężny, wtrysk EDC Common Rail z turbosprężarką chłodzoną międzystopniowo 6-cylindrowy MAN D0836 LOH 51 EURO 4 EGR, 6 871 cm3, rzędowy silnik wysokoprężny, wtrysk EDC Common Rail z turbosprężarką i intercoolerem, umieszczony pionowo za tylną osią (Jumbo) MAN D20, 10.518 cm3 umieszczony poziomo (jako opcja, Jumbo) | 6-cylindrowy MAN D 0836 LOH 56 Euro 4 EGR (Euro 5 - EEV, jako opcja), 6 871 cm3, rzędowy silnik wysokoprężny, wtrysk EDC Common Rail z turbosprężarką i intercoolerem (Jumbo) 6-cylindrowy MAN D 0836 LOH 65 Euro 5 EGR, 6 871 cm3, rzędowy silnik wysokoprężny, wtrysk EDC Common Rail z turbosprężarką i intercoolerem, umieszczony pionowo za tylną osią |
| Moc                                | 240 KM (opcjonalnie 280 KM), tj. 206 kW (206 kW) przy 2300 obr/min 280 KM (opcjonalnie 310 KM), tj. 206 kW przy 2300 obr./min (Jumbo) 310 KM (opcjonalnie 350 KM) (D20, Jumbo) | 280 KM (opcjonalnie 310 KM), tj. 206 kW przy 2300 obr./min (Jumbo) 250 KM (opcjonalnie 290 KM), tj. 184 kW (213 kW) przy 2 300 obr./min, dostępne również w wersji EEV |
| Największy moment obrotowy         | 1 100 Nm przy 1000 - 1650 obrotów na minutę; 1 000 Nm (1 100 Nm) przy 1400 – 1750 obrotach na minutę (1 200 – 1700 obrotach na minutę) (Jumbo) 1,550 / 1,750 Nm from 1,000 min-1 to 1,400 min-1 (D20, Jumbo) | 1 100 Nm przy 1000 - 1650 obrotów na minutę; 1 000 Nm (1 100 Nm) przy 1200 - 1750 obrotach na minutę (1 200 - 1700 obrotach na minutę) |
| Drzwi                              | Drzwi wahadłowe otwierane na zewnątrz pneumatycznie przednie i środkowe | Drzwi wahadłowe otwierane na zewnątrz pneumatycznie przednie i środkowe (opcjonalnie: podwójne drzwi środkowe z przygotowaniem do przewozu wózka dla niepełnosprawnych) |
| Układ kierowniczy                  | ZF 8098, Kierownica z regulacją wysokości i głębokości; Zamek pneumatyczny; Zabezpieczenie przed kradzieżą na kolumnie kierownicy. | ZF 8098, Kierownica z regulacją wysokości i głębokości; Zamek pneumatyczny; Zabezpieczenie przed kradzieżą na kolumnie kierownicy. |
| Zwalniacz (retarder)               | Intarder ZF sprzężony z hamulcem zasadniczym + sterowanie z kierownicy. | Intarder ZF sprzężony z hamulcem zasadniczym + sterowanie z kierownicy. |
| Zawieszenie                        | Przód: 2 poduszki powietrzne, 2 amortyzatory i 1 zawór korekcji poziomu Tył: 4 poduszki powietrzne, 4 amortyzatory i 2 zawory korekcji poziomu; Sterowanie ECAS. Mono osuszacz powietrza; komora grzewcza ze zintegrowanym regulatorem ciśnienia, pneumatyczne przyłącze zewnętrzne (serwisowe) do napełniania instalacji | Przód: 2 poduszki powietrzne, 2 amortyzatory i 1 zawór korekcji poziomu Tył: 4 poduszki powietrzne, 4 amortyzatory i 2 zawory korekcji poziomu; Sterowanie ECAS. Mono osuszacz powietrza; komora grzewcza ze zintegrowanym regulatorem ciśnienia, pneumatyczne przyłącze zewnętrzne (serwisowe) do napełniania instalacji |
| Hamulce                            | Przód i tył: tarczowe | Przód i tył: tarczowe |
| Sprzęgło                           | sterowane hydraulicznie, jednotarczowe, wspomagane sprężonym powietrzem. Typ: MFZ 430 | sterowane hydraulicznie, jednotarczowe, wspomagane sprężonym powietrzem. Typ: MFZ 430 |
| Fotele                             | 2-punktowe pasy bezpieczeństwa ze zintegrowanymi zwijaczami chronionymi pod siedzeniem; Obudowa wandaloodporna; Metalowe podkładki biodrowe/podłokietniki „Design”; 4 fotele składane; Fotel Esteban CIVIC V2 w układzie 3+2 | 2-punktowe (3-punktowe, od ok. 2010 r) pasy bezpieczeństwa ze zintegrowanymi zwijaczami chronionymi pod siedzeniem; Obudowa wandaloodporna; Liczba miejsc siedzących na rynku brytyjskim zależna od uwarunkowań prawnych. |
| Klimatyzacja                       | Niezależna regulacja ogrzewania stanowiska kierowcy; dodatkowe ogrzewanie Webasto z wymuszonym obiegiem powietrza; klimatyzacja Konvekta KL40T (jako opcja, na zagranicznych rynkach) | Niezależna regulacja ogrzewania stanowiska kierowcy; dodatkowe ogrzewanie Webasto z wymuszonym obiegiem powietrza; klimatyzacja (jako opcja) |
|                                    | Stanowisko kierowcy: Fotel z zawieszeniem pneumatycznym ISRI; Radio CD + 5 głośnikami z niezależną regulacją głośności radia dla kierowcy; Pneumatyczna regulacja kolumny kierownicy; Zamykany schowek kierowcy; Skrzynka lokalizacji GPS (jako opcja); Elektryczne ogrzewanie szyby po stronie kierowcy i szyb w drzwiach przednich; Przystosowanie do elektronicznych wyświetlaczy F/L/AR. Panel sterowania wyświetlaczem dla kierowcy Strefa pasażerska: Przyciemniane na zielono szyby z 6 dużymi, przesuwanymi oknami (wszystkie okna przesuwane jako opcja); Podwójne szyby (opcja); Szyby boczne w jednym kawałku, bez ram przesuwnych (jako opcja) Tapicerka z powłoką wandaloodporną; Oświetlenie za pomocą listwy zawierającej 5 głośników; Duże boczne okna wykuszowe; Półki bagażowe (opcja); Kontrastowa barwa podłogi wzdłuż korytarza; Odświeżacz/Wywietrzniki powietrza Ogrzewanie Ogrzewanie/rozmrażanie przedniej szyby; Szyba kierowcy i drzwi wejściowych ogrzewane elektrycznie; Ogrzewacz wstępny Webasto 30 kW; Ogrzewanie poprzez 3 (4 w Jumbo) osobne jednostki (możliwa dodatkowa izolacja) | Stanowisko kierowcy: Fotel z zawieszeniem pneumatycznym ISRI; Radio CD + 5 głośnikami z niezależną regulacją głośności radia dla kierowcy; Pneumatyczna regulacja kolumny kierownicy; Zamykany schowek kierowcy; Skrzynka lokalizacji GPS (jako opcja); Elektryczne ogrzewanie szyby po stronie kierowcy i szyb w drzwiach przednich; Przystosowanie do elektronicznych wyświetlaczy F/L/AR. Panel sterowania wyświetlaczem dla kierowcy Strefa pasażerska: Przyciemniane na zielono szyby z 6 dużymi, przesuwanymi oknami (wszystkie okna przesuwane jako opcja); Podwójne szyby (opcja); Szyby boczne w jednym kawałku, bez ram przesuwnych (jako opcja) Tapicerka z powłoką wandaloodporną; Oświetlenie za pomocą listwy zawierającej 5 głośników; Duże boczne okna wykuszowe; Półki bagażowe (dozowane półki bagażowe jako opcja); Kontrastowa barwa podłogi wzdłuż korytarza; Odświeżacz/Wywietrzniki powietrza; Winda dla niepełnosprawnych Low Lift Entry; Składane siedzenia (jako opcja) |
| Udogodnienia dla niepełnosprawnych | Kontrast kolorystyczny stopni, korytarza, poręczy i poręczy, miejsca dla osób niepełnosprawnych (2), uniwersalne wsporniki. Przygotowanie dla niepełnosprawnych – 1 lub 2 krzesła (opcja); Wyposażenie w windę dla niepełnosprawnych - 1 lub 2 krzesła (opcja). | Kontrast kolorystyczny stopni, korytarza, poręczy i poręczy, miejsca dla osób niepełnosprawnych (2), uniwersalne wsporniki. Przygotowanie dla niepełnosprawnych – 1 lub 2 krzesła (opcja); Wyposażenie w windę dla niepełnosprawnych - 1 lub 2 krzesła (opcja) Linka holownicza wózka dla niepełnosprawnych instalowana przy środkowych drzwiach wejściowych (jako opcja) Winda typu kasetowego z podwójnymi drzwiami środkowymi (jako opcja) |
| Bezpieczeństwo                     | Układ przeciwblokujący ABS, EBS i ASR w standardzie; Zabezpieczenie przed przewróceniem ECE R 66; Automatyczne ostrzeżenia w przypadku otwarcia drzwi; Panoramiczna szyba przednia; Sygnalizator cofania i czujniki cofania; Podświetlane piktogramy "Przewóz dzieci” | Układ przeciwblokujący ABS, EBS i ASR w standardzie; Zabezpieczenie przed przewróceniem ECE R 66; Automatyczne ostrzeżenia w przypadku otwarcia drzwi; Panoramiczna szyba przednia; Sygnalizator cofania i czujniki cofania; Podświetlane piktogramy "Przewóz dzieci” |
| Bagażnik                           | jako opcja; 3 m³ (12 m); 5,5 m³ (12,7 m) | 5,2 m³ (12 m); 6,3 m³ (12,7 m) |
| Zbiornik paliwa                    | 2×220 litrów; elektryczny odmrażacz na olej napędowy/ogrzewane przewody paliwowe | 2×220 litrów; elektryczny odmrażacz na olej napędowy/ogrzewane przewody paliwowe |
| Zasilanie                          | Napięcie: Bosch 24 V/4 kW Alternator: Bosch 28 V/2×110A 2x120 A/ 24 V (D20) Akumulatory: 2×12 V/200 Ah; 2x225 A/h (Jumbo) Ręczny wyłącznik akumulatora; Ochrona obwodu za pomocą automatycznego wyłącznika automatycznego ETA | Napięcie: Bosch 24 V/4 kW Alternator: Bosch 28 V/2×110A Akumulatory: 2×12 V/200 Ah; Ręczny wyłącznik akumulatora; Ochrona obwodu za pomocą automatycznego wyłącznika automatycznego ETA Napięcie: 24 V Alternator: 2×110A/24 V Akumulatory: 2×12 V/225 Ah (na rynek brytyjski) |
| Osie                               | Przód: MAN V9 82 L Tył: MAN HOY – 1175 (na zagranicznych rynkach oferowano oś MAN, type HY 1336 B) | Przód: MAN V9 82 L Tył: MAN HOY – 1175 (na zagranicznych rynkach oferowano oś MAN, type HY 1336 B) |
| Opony                              | 6 × 295/80 R 22.5 | 6 × 295/80 R 22.5 |

## Fast Concept Car Scoler 4/5
W październiku 2010 r. przedstawiono 4 generację modelu Scoler opartą na 18-tonowym wariancie podwozia Renault Midlum. Cechą charakterystyczną było umieszczenie za kierowcą czterech foteli obok siebie, zaś korytarz został poprowadzony wzdłuż ściany bocznej na długości 2 m, a następnie powracał do standardowego układu pośrodku 2+2. Rezygnacja ze podwozia MAN na rzecz ciężarowego wariantu Midlum, prócz wskazywanego zmniejszenia kosztów produkcji dla producenta wpływającej na korzystną cenę zakupu i kosztów utrzymania z uwagi na współzamienność części z ciężarowym odpowiednikiem, miała dodatkową zaletę w postaci 100% francuskiego pochodzenia autobusu (podwozie wytwarzano we Blainville), promowaną przez FCC hasłem „Made in France” („Wyprodukowany we Francji”). Za główną wadę nowej konstrukcji wskazywano hałas panujący we wnętrzu. Przy prezentacji Scolera 4/Scolera Kid zrezygnowano z wariantu Jumbo. Produkcja Scolera 4 miała się rozpocząć we styczniu 2011 r. Model posłużył za podstawę projektu autobusu elektrycznego opracowywanego wspólnie z PVI. Rok później, na nicejskich Autocar Expo wystawiono autobus hybrydowy z dachem pokrytym panelami słonecznymi. Model znajdował się wśród pojazdów prezentowanych przez producenta podczas tzw. minitargów organizowanych przez 5 tygodni, począwszy od 27 marca 2012 r. we Alencon. Na Autocar Expo 2012 wystawiono go wśród Startera LE i Startera S. W liczbie 3 egzemplarzy dostarczono Radzie Generalne Orne za kwotę 525 000 euro. Producent szczycił się patentem na oryginalny system windy dla niepełnosprawnych usytuowany w pobliżu środkowych drzwi, dostępny od korytarza, umożliwiający przy „przykucnięciu” bezpośrednie wejście i wyjście ze autobusu bez starty miejsca dla pasażerów. Montaż składanych foteli i wyposażenie we system UFR Low Entry skutecznie eliminował montaż platformy. Problemy związane z wdrożeniem modelu do produkcji opóźniły sprzedaż. Ponadto nie spełniał wymogów technicznych (niska wysokość okien; utrudnione wejście do autobusu) co zmusiło producenta do dokonania zmian. Poprawiona konstrukcja została nową generacją Scolera, Scolerem 5. W październiku 2013 r. znajdował się w ofercie FCC znajdował się Scoler 5. W 2013 r. sprzedano 181 pojazdów. Zamknięcie fabryki Carrier Carrosserie w 2014 r. stał się również końcem produkcji modelu Scoler. Rolę autobusu szkolnego w gamie Fast Concept Car przejął Starter S produkowany przez egipskie MCV.

### Dane techniczne i wyposażenie
| Nazwa                                   | Scoler 4 | Scoler 5 |
| Podwozie                                | Renault Midlum | Renault Midlum |
| --------------------------------------- | --- | --- |
| Rama                                    | zabezpieczenie antykorozyjne poprzez obróbkę kataforetyczną; konstrukcja, profile i przekroje ocynkowane, całość pokryta farbą epoksydową; wytrzymałość konstrukcyjna zgodna z przepisami UN ECE R66. | zabezpieczenie antykorozyjne poprzez obróbkę kataforetyczną; konstrukcja, profile i przekroje ocynkowane, całość pokryta farbą epoksydową; wytrzymałość konstrukcyjna zgodna z przepisami UN ECE R66. |
| Nadwozie                                | konstrukcja nadwozia gruntownie odtłuszczana w procesie zgodnym z najnowszymi normami ochrony środowiska i BHP; panele ze stali nierdzewnej, konstrukcja ścian bocznych i dachu, panele przednie i tylne z GRP/poliestru oraz aluminiowe klapy bagażowe; standardowy kolor nadwozia: RAL 9010, pojedynczy kolor lakieru | kompozytowa powierzchnia przednia i tylna; ściany boczne i dach z blachy nierdzewnej; bramy aluminiowe; bagażnik przelotowy w zwisie tylnym; biała farba poliuretanowa RAL 9010 |
| Największy moment obrotowy              | 1.010 Nm przy 1.200 – 1.800 obrotach na minutę | 1.010 Nm przy 1.200 – 1.800 obrotach na minutę |
| Drzwi                                   | przednie i środkowe otwierane pneumatycznie | przednie i środkowe otwierane pneumatycznie |
| Zawieszenie                             | zintegrowane zawieszenie pneumatyczne z regulacją elektroniczną Przód: 2 poduszki powietrzne, 2 amortyzatory i 1 zawór korygujący poziomowanie Tył: 2 poduszki powietrzne, 2 amortyzatory i 2 zawory korekcji poziomu | zintegrowane zawieszenie pneumatyczne z regulacją elektroniczną Przód: 2 poduszki powietrzne, 2 amortyzatory i 1 zawór korygujący poziomowanie Tył: 2 poduszki powietrzne, 2 amortyzatory i 2 zawory korekcji poziomu |
| Hamulce                                 | Przód i tył: wentylowane tarczowe; pneumatyczny system hamowania | Przód i tył: wentylowane tarczowe; pneumatyczny system hamowania |
| Zwalniacz (retarder)                    | elektromagnetyczny układ hamulcowy o długotrwałym działaniu TELMA, typ AD 72-00, ze sterowaniem ręcznym i nożnym (połączony z hamulcami zasadniczymi) | elektromagnetyczny układ hamulcowy o długotrwałym działaniu TELMA, typ AD 72-00, ze sterowaniem ręcznym i nożnym (połączony z hamulcami zasadniczymi) |
| Fotele                                  | stałe siedzisko wyposażone w stały podłokietnik po stronie przejścia, 2-punktowe pasy bezpieczeństwa i listwy zabezpieczające tornister pod siedzeniami | stałe siedzisko z profilowanym klinem biodrowym, wyposażone w: zwijany boczny pas bezpieczeństwa/listwę zabezpieczającą tornister/uchwyty bezpieczeństwa |
| Klimatyzacja                            | ogrzewanie przedziału pasażerskiego za pomocą oddzielnych urządzeń na gorące powietrze (pomp wspomagających) | ogrzewanie przedziału pasażerskiego za pomocą oddzielnych urządzeń na gorące powietrze (pomp wspomagających) |
| Dodatkowe informacje                    | Stanowisko kierowcy: Regulowany fotel kierowcy z zawieszeniem pneumatycznym, zintegrowanym zagłówkiem i 3-punktowym pasem bezpieczeństwa z napinaczem; Kolumna kierownicza z regulacją pneumatyczną (regulacja długości/wysokości i kąta); Tachograf cyfrowy (DTCO); Zamykany schowek kierowcy; Oddzielnie sterowane systemy ogrzewania i wentylacji kabiny kierowcy; Termostatycznie sterowane ogrzewanie kabiny kierowcy; Elektrycznie podgrzewane okno przesuwne kierowcy; Podwójne rolety przeciwsłoneczne za przednią szybą i oddzielna roleta przeciwsłoneczna na szybę po stronie kierowcy, sterowane ręcznie; Lusterka wsteczne regulowane ręcznie, elektrycznie podgrzewane (demontowalne); Radio/odtwarzacz CD sterowany z kierownicy. Gniazdo zasilania 24 V po stronie kierowcy; Ręczny wyłącznik główny Przestrzeń pasażerska: Całkowicie płaska podłoga; Centralne oświetlenie kabiny pasażerskiej LED (2 poziomy intensywności); Wszystkie okna boczne wyposażone w panoramiczne pojedyncze szyby, przyciemniane na jasno (zielone / TSA) szyby bezpieczne, 3 duże zintegrowane okna przesuwne do wentylacji; Elektryczny wentylator wyciągowy na dachu pojazdu; Osłona kierownicy z uchwytami przy obu drzwiach i za kierowcą | Stanowisko kierowcy Regulowany fotel z zawieszeniem pneumatycznym z zagłówkiem i 3-punktowym pasem bezpieczeństwa z napinaczem; Kierownica pneumatyczna z wielopozycyjną regulacją; Chronometr tachografu cyfrowego VDO; Zamykany na klucz schowek kierowcy; Indywidualne ogrzewanie i odszranianie z wentylacją stanowiska kierowcy za pomocą nagrzewnic powietrza; Termostat regulacji ogrzewania kierowcy; Ogrzewana, przesuwana szyba boczna; Obsługiwane ręcznie osłony przeciwsłoneczne przednie i lewe boczne; Zdejmowane „pojedyncze” lusterka zewnętrzne z ręcznym ogrzewaniem Przestrzeń pasażerska: Płaska podłoga wykończona powłoką PCV o dużej wytrzymałości i wysokim poziomie akustycznym; Izolacja termiczna i akustyczna powierzchni bocznych i przednich / podłogi / komory silnika; Przycisk STOP na żądanie, w tym 1 w lokalizacji wózka inwalidzkiego i 1 na ławce dla osób niepełnosprawnych; Centralne oświetlenie LED (2 intensywności); Wszystkie szyby boczne z pojedynczą szybą przyciemniane (zielone / TSA), w tym 3 szyby przesuwne w górnej części z dużymi otworami; Ogrzewanie pasażerów za pomocą nagrzewnic powietrza z pompą wspomagającą; Malowana poręcz przednia i tylna osłona fotela; Odsysacz powietrza |
| Udogodnienia dla osób niepełnosprawnych | Wyposażenie i przygotowanie w zgodności z załącznikami 7 i 11 dyrektywy 2001/85/EWG; wykonanie standardowe obejmujące kontrastujące krawędzie stopni, pomost i uchwyty. 2-osobowa ławka dla osób niepełnosprawnych ze składanymi podłokietnikami | Wyposażenie i przygotowanie w zgodności z załącznikami 7 i 11 dyrektywy 2001/85/EWG; wykonanie standardowe obejmujące kontrastujące krawędzie stopni, pomost i uchwyty. 2-osobowa ławka dla osób niepełnosprawnych ze składanymi podłokietnikami |
| Bezpieczeństwo                          | Czujniki cofania, dźwiękowe urządzenie ostrzegawcze; Dodatkowe kierunkowskazy na górze ściany tylnej; Drzwi wyposażone w zabezpieczenie przed przytrzaśnięciem; Alarm pożarowy w komorze silnika | Zabezpieczenie przed wywróceniem ECE R66; Okno dachowe; Gaśnica proszkowa 6 kg; Apteczka pierwszej pomocy; Młoty bezpieczeństwa; Kontrola przestrzeni pasażerskiej w stylu retro (część przednia i środkowa); Alarm pożarowy w komorze silnika; Zabezpieczenie przednie i tylne drzwi cofania; System podnoszenia i opuszczania zawieszenia; Oświetlenie schodkowe |
| Bagażnik                                | 2,7 m³ | 2,7 m³ |
| Zbiornik paliwa                         | 300 litrów | 300 litrów + 50 l płynu AdBlue |
| Zasilanie                               | Napięcie: 24 V Alternator: 120 Ah Akumulatory: 2×12V / 185 Ah | Napięcie: 24 V Alternator: 120 Ah Akumulatory: 2×12V / 185 Ah |
| Osie                                    | Przód: Renault Trucks Tył: Renault Trucks, typ P 11150, oś hipoidalna z pojedynczą redukcją | Przód: Renault Trucks Tył: Renault Trucks, typ P 11150, oś hipoidalna z pojedynczą redukcją |
| Opony                                   | Michelin 295/80 R 22,5 XZE2 | Michelin 295/80 R 22,5 XZE2 |

## Scol’Elec
Scoler 4/5 posłużył za bazę pojazdu elektrycznego Scol’Elec tworzonego w ramach programu opracowania autobusu w pełni elektrycznego, we współpracy Fast Concept Car i PVI (Ponticelli Vehicle Industries). Koncept narodził się w 2010 r. Prototyp został przetestowany na dwóch liniach szkolnych we Seine-et-Marne przez 2 tygodnie. Zatwierdzenie pojazdu do produkcji rozważano na okres roku, w zależności od czasu przeprowadzenia testów. W założeniach, pojazd ma emitować 1200 ton dwutlenku węgla mniej rocznie, lecz koszty produkcji są trzykrotnie wyższe niż ze klasycznym napędem (w związku ze ceną akumulatorów). Cena miała spadać wraz ze powodzeniem i rozwinięciem produkcji projektu. Carrier Carrosserie korzystała ze wsparcia w postaci środków publicznych w wysokości 147 tys. euro udzielonego w maju 2013 r. przez Conseil Régional de Basse-Normandie) Model pokazano w tym samym miesiącu.